# Lac Bourgeois
Lac Bourgeois är en sjö i Kanada.   Den ligger i provinsen Québec, i den sydöstra delen av landet, 400 km norr om huvudstaden Ottawa. Lac Bourgeois ligger 400 meter över havet.
Trakten runt Lac Bourgeois är nära nog obefolkad, med mindre än två invånare per kvadratkilometer.